# Mulini a vento (album)
Mulini a vento è il secondo album della cantante italiana Petra Magoni, pubblicato dall'etichetta discografica PPM e distribuito dalla BMG Ricordi nel 1997.
Il disco contiene il brano Voglio un dio, composto da Rodolfo Banchelli, che partecipa all'esecuzione. Il pezzo viene presentato al Festival di Sanremo 1997 come aspirante all'ammissione nella sezione Campioni, obiettivo non raggiunto.

## Tracce
1. Mulini a vento
2. Chi è
3. Vuoto
4. Voglio un dio
5. Burqa (Nell'anima)
6. Dimmi dove sei
7. Rosa di marea
8. Che Natale sei